# Либерти (Њујорк)
Либерти (енгл. Liberty) град је у америчкој савезној држави Њујорк.

## Демографија
По попису из 2010. године број становника је 4.392, што је 417 (10,5%) становника више него 2000. године.
| Група             | 2000.         | 2010.         |
| Белци             | 2.746 (69,1%) | 2.484 (56,6%) |
| Афроамериканци    | 552 (13,9%)   | 656 (14,9%)   |
| Азијати           | 77 (1,9%)     | 78 (1,8%)     |
| Хиспаноамериканци | 565 (14,2%)   | 1.102 (25,1%) |
| Укупно            | 3.975         | 4.392         |